# Xanga
Xanga ist ein im Jahr 1998 gegründeter US-amerikanischer Blog-Hostingdienst. Der Dienst war einer der ersten Weblog-Anbieter, der im November 2000 öffentlich startete, davor war der Dienst im Jahr 1999 noch im nicht-öffentlichen Alpha- bzw. im Jahr 2000 im Beta-Stadium. Der Dienst nahm damit eine Vorreiterrolle ein. Im September 2013 wurde Xanga 2.0 mit neuen Funktionen vorgestellt, die eine einfachere Bedienung und den Download von Blog-Archiven ermöglichen sollen. Im Oktober sollte ein neues Serversystem installiert werden, weil mehrere DDoS-Attacken den Betrieb störten. Anfang 2015 liefen die Server stabil und der Dienst sollte besser auf mobilen Geräten nutzbar sein.

## Weblink
- Offizieller Internetauftritt